# Mairead McGuinness
Pour les articles homonymes, voir McGuinness.
Mairead McGuinness, née le 13 juin 1959 à Ardee, est une femme politique irlandaise, membre du Fine Gael (FG).
Elle est députée européenne de 2004 à 2020 et vice-présidente du Parlement européen du 18 janvier 2017 au 11 octobre 2020. 
Elle est commissaire européenne aux Services financiers, à la stabilité financière et à l'Union des marchés des capitaux de 2020 à 2024.

## Formation et débuts professionnels
Première femme titulaire d'une licence en économie agricole de la University College Dublin (UCD) puis diplômée en comptabilité et finances, McGuinness a été journaliste, traitant essentiellement des sujets liés à l'agriculture.

## Carrière politique
Elle appartient au parti Fine Gael.
Mairead McGuinness a été candidate plusieurs élections locales, nationales et européennes : aux législatives irlandaises de 2007 (battue), en 2011 à l'investiture pour la présidence de l'Irlande (battue), en 2014 à la vice-présidence du Parlement européen (élue), en 2016 à la présidence du Parlement européen (battue).
Commissaire européenne
En septembre 2020, à la suite de la démission de Phil Hogan, lequel avait enfreint les règles sanitaires liées au Covid-19 dans son pays, le nom de Mairead McGuinness est proposé avec celui de l'économiste Andrew McDowell par le gouvernement d'Irlande pour intégrer la Commission européenne dirigée par von der Leyen. Elle serait chargée des services financiers et des marchés de capitaux, un poste jusque-là occupé par le Letton Valdis Dombrovskis.
Elle est confirmée par le Parlement européen le 7 octobre 2020 et prend ses fonctions le 12 octobre. Elle exerce ses fonctions jusqu'en décembre 2024.